# Agustinus
Agustinus est un patronyme et prénom masculin indonésien variant de Auguste. Ce prénom peut désigner:

## Patronyme
- Rony Agustinus (en) (né en 1978), joueur indonésien de badminton

## Prénom
- Agustinus Adisutjipto (en) (1916-1947), commandait de l'air et héros national indonésien
- Agustinus Agus (né en 1940), évêque catholique indonésien
- Agustinus Jelani (en) (1919-1977), homme politique indonésien
- Melkias Agustinus Pellaupessy (en) (1906-?), homme politique indonésien
- Agustinus Suhardi (en) (1899-1988), professeur et ministre indonésien